# Baltazar de Cobarrubias y Múñoz
Baltazar de Covarrubias y Múñoz, OSA (1560 – 22 de julho de 1622) foi um prelado católico romano que serviu como bispo de Michoacán (1608-1622), bispo de Antequera (1605-1608) e bispo de Nueva Cáceres (1603-1605).

## Biografia
Baltazar de Covarrubias y Múñoz nasceu na Cidade do México em 1560 e foi ordenado sacerdote na Ordem de Santo Agostinho. No dia 10 de setembro de 1601, foi escolhido pelo Rei da Espanha como Bispo do Paraguai, mas rapidamente foi substituído por Martín Ignacio de Loyola, que foi nomeado pelo Papa a 19 de novembro de 1601. A 13 de janeiro de 1603, foi nomeado durante o papado de Clemente VIII como Bispo de Nueva Cáceres. Em 1603, foi consagrado bispo por Diego de Romano y Govea, bispo de Tlaxcala. No dia 6 de junho de 1605, foi nomeado durante o papado de Paulo V como Bispo de Antequera. Mais tarde, a 4 de fevereiro de 1608, foi nomeado como Bispo de Michoacán, onde serviu como bispo até à sua morte a 22 de julho de 1622.